# 人民街道 (广州市)
人民街道，是中华人民共和国广东省广州市越秀区下辖的一个街道办事处。
2013年2月8日，广州市人民政府批复同意撤销大新街道办事处，将原大新街道办事处的石将军、大德中、大新中、南华园、玉带濠、濠畔中、三府前、和宁里、大新西、状元坊、一德西11个社区居委会划归人民街道办事处管辖。人民街道办事处驻一德路154号。

## 行政区划
人民街道下辖以下地区：
石将军社区、大德中社区、大新中社区、南华园社区、玉带濠社区、濠畔中社区、三府前社区、和宁里社区、大新西社区、状元坊社区、一德西社区、安业里社区、仁济东社区、兴贤里社区、盐亭东社区、海珠石社区、果菜西社区、青兰里社区、靖海门社区、太平通津社区、泰康城社区、素波巷社区和木排头社区。

## 交通

### 地铁
█2号线：海珠广场站

█6号线：一德路站、海珠广场站

## 名胜古迹
石室圣心大教堂